# 論創社
論創社（ろんそうしゃ）は、日本の出版社。人文・社会科学の出版社として始まり、現在は人文・社会科学に加えて、国内・海外ミステリ、戯曲、ノン・フィクションとジャンルの幅を広げている。近年は並行して電子書籍も刊行している。国内の埋もれた推理作家に光をあてた「論創ミステリ叢書」は現在100巻を越え、「論創海外ミステリ」は260巻以上刊行する。ノンフィクションのシリーズ「論創ノンフィクション』は65冊ほど刊行されている。

## 概要
雑誌『国家論研究』を1972年2月に創刊、人文・社会科学系の出版社として豊島区で創業。1978年12月14日に会社設立。
『論創叢書』などのシリーズで大熊信行や満川亀太郎の著書の復刊を行うなど、現在では入手が困難な名著の復刻・復刊にも力を入れている。
1980年代からは、戯曲を中心に演劇書の出版に力を入れ、中島かずきをはじめ多くの作家の戯曲を刊行している。
近年は、日本の戦前におけるミステリや英語圏の古典ミステリの発掘に力を入れている。大学受験参考書やマルクス主義書籍も刊行している。
2021年には創業50周年を記念して推理小説の公募賞である論創ミステリ大賞を開始した。

## 事業

### 主な出版物
- レディ・モリーの事件簿（論創海外ミステリ 45）  ISBN 9784846006600
- ジョン・ディクスン・カーを読んだ男（論創海外ミステリ 68）  ISBN 9784846007515
- ミステリ・リーグ傑作選（論創海外ミステリ 64）  ISBN 9784846007478
- シャーロック・ホームズの栄冠（論創海外ミステリ 61）  ISBN 9784846007447
- 絞首人の一ダース（論創海外ミステリ 55）  ISBN 4846007383
- 日本版 シャーロック・ホームズの災難　ISBN 9784846007591
- 星の王子さま（Ronso fantasy collection 1）  ISBN 4846004430
- 出版業界の危機と社会構造　ISBN 9784846007713
- 地球温暖化問題と森林行政の転換　ISBN 9784846006815
- 恐慌論　ISBN 9784846006785

### シリーズ物書籍
- 論創海外ミステリ
- 論創ミステリ叢書
- ダーク・ファンタジー・コレクション
- ルーゴン＝マッカール叢書
- ドイツ現代戯曲選30
- 論創ファンタジー・コレクション
- キャラメルライブラリー
- K.Nakashima selection（中島かずき セレクション）
- 美術修復師ガブリエル・アロンシリーズ
- 高橋いさをシアターブック
- 論創叢書
- 小倉芳彦著作選
- 平民社百年コレクション
- 下村式・国語教室
- 論創ノンフィクション